# Foundation for Intelligent Physical Agents
Die Foundation for Intelligent Physical Agents (FIPA) ist ein seit 1996 existierendes Standardisierungsgremium, dessen Ziel es ist, eine Kommunikationsgrundlage für heterogene, interagierende Software-Agentensysteme zu schaffen.
Allgemein befasst sich die FIPA mit Agentenkommunikation, Agentenmanagement und dem Transport von Agentennachrichten. In der Agentenkommunikation geht es zum Beispiel um Interaktionsprotokolle für die Kommunikation zwischen Agenten und um die Anwendung von Semantiksprachen wie Resource Description Framework (RDF) in Agententechnologien. Der Transport von Agentennachrichten behandelt beispielsweise die Interoperabilität von Agentenarchitekturen mit anderen Netzwerkarchitekturen, z. B. den Austausch von ACL-Nachrichten (Agent Communication Language) mit HTTP- oder WAP-Servern.
Das 'Physical' (dt.: physisch) in der Bezeichnung des Gremiums ist eigentlich unpassend, da das Komitee vor allem Spezifikationen für Softwareagentensysteme, zurzeit liegen 25 fertige Standards vor, und nicht z. B. für Roboter veröffentlicht. Mitglieder der FIPA sind Forschungsinstitute; aus Deutschland ist die RWTH Aachen vertreten, außerdem große Firmen aus Europa, Amerika und Asien, u. a. Boeing, Siemens und Toshiba. Die Mitglieder der FIPA haben 2005 dafür gestimmt, sich dem Institute of Electrical and Electronics Engineers (IEEE) anzuschließen und wurden am 8. Juni 2005 zum elften Mitglied des Standards Committee of the IEEE Computer Society.